# منيع عبد الحليم محمود
الدكتور منيع عبد الحليم محمود هو ابن شيخ الأزهر الأسبق الشيخ عبد الحليم محمود.

## مولده
ولد في 14 يناير 1945 في حي الزيتون بالقاهرة.

## حياته العلمية
• تخرج في كلية أصول الدين جامعة الأزهر وعين معيداً بها وترقى بها حتى تولى عمادتها:
1. فحصل على الشهادة العالية منها وكان ترتيبه الأول على قسم التفسير والحديث.
2. ثم على درجة الماجستير في التفسير.
3. ثم على درجة الدكتوراه بمرتبة الشرف الأولى في التفسير، وقررت لجنة المناقشة التوصية بطبع رسالته وتبادلها مع الجامعات الأخرى عام 1974.
4. وتدرج في الحياة العلمية حتى حصل على درجة الأستاذية في التفسير وعلوم القرآن.
5. ثم تقلد منصب عميد الكلية في عام 2003 ولمدة ثلاث سنوات.

سافر إلى كثير من البلاد منها: المغرب، حيث حضر الدروس الحسنية - وبومباي بالهند، حيث حضر الحلقة الدولية للدراسات العربية الإسلامية - ومكة، حيث حضر مؤتمر رسالة المسجد.

## مؤلفاته
قام الدكتور منيع بتأليف وتحقيق العديد من الكتب منها:
1. مناهج المفسرين.
2. وكان خلقه القرآن.
3. دراسات في السيرة النبوية.
4. دراسات في تفسير سورة البقرة.
5. دستور الحرب في الإسلام.
6. الأخلاق المتبولية.
7. أبو الأنبياء، دراسة من القرآن الكريم (رسالته للدكتوراه).
8. الألوهية النبوة الأخلاق، دراسة من سورة الفرقان.

وله الكثير من البحوث والمقالات منها:
1. الرسول - صلى الله عليه وسلم - في القرآن الكريم.
2. الإمام القاسمي ومنهجه في التفسير.
3. الإمام البغوي ومنهجه في التفسير.
4. الإمام سفيان الثوري ومنهجه في التفسير.
5. الإمام الطبري ومنهجه في التفسير.
6. الإمام ابن كثير ومنهجه في التفسير.

هذا غير الأحاديث الإذاعية.

## وفاته
توفي بالقاهرة يوم الخميس الثاني من شهر رجب 1430هـ الموافق 25 يونية 2009م، عن عمر يناهز الـ 65 عاماً، بعد صراع دام نحو 4 سنوات مع مضاعفات عملية جراحية فاشلة بالقلب، ودفن بمقابر عائلته، بقرية السلام بمركز بلبيس.